# Panorama (Zeitschrift)
Panorama ist ein italienisches Nachrichtenmagazin mit dem Schwerpunkt auf Politik und aktuellem Geschehen. Die Zeitschrift wurde vom italienischen Buchverlag Mondadori publiziert (jetzt von der Gruppe La Verità Srl) und ist mit einer Auflage von 503.000 Exemplaren unter den wichtigsten Magazinen Italiens. Die Leserschaft von Panorama wird auf ungefähr 2.908.000 Personen geschätzt.

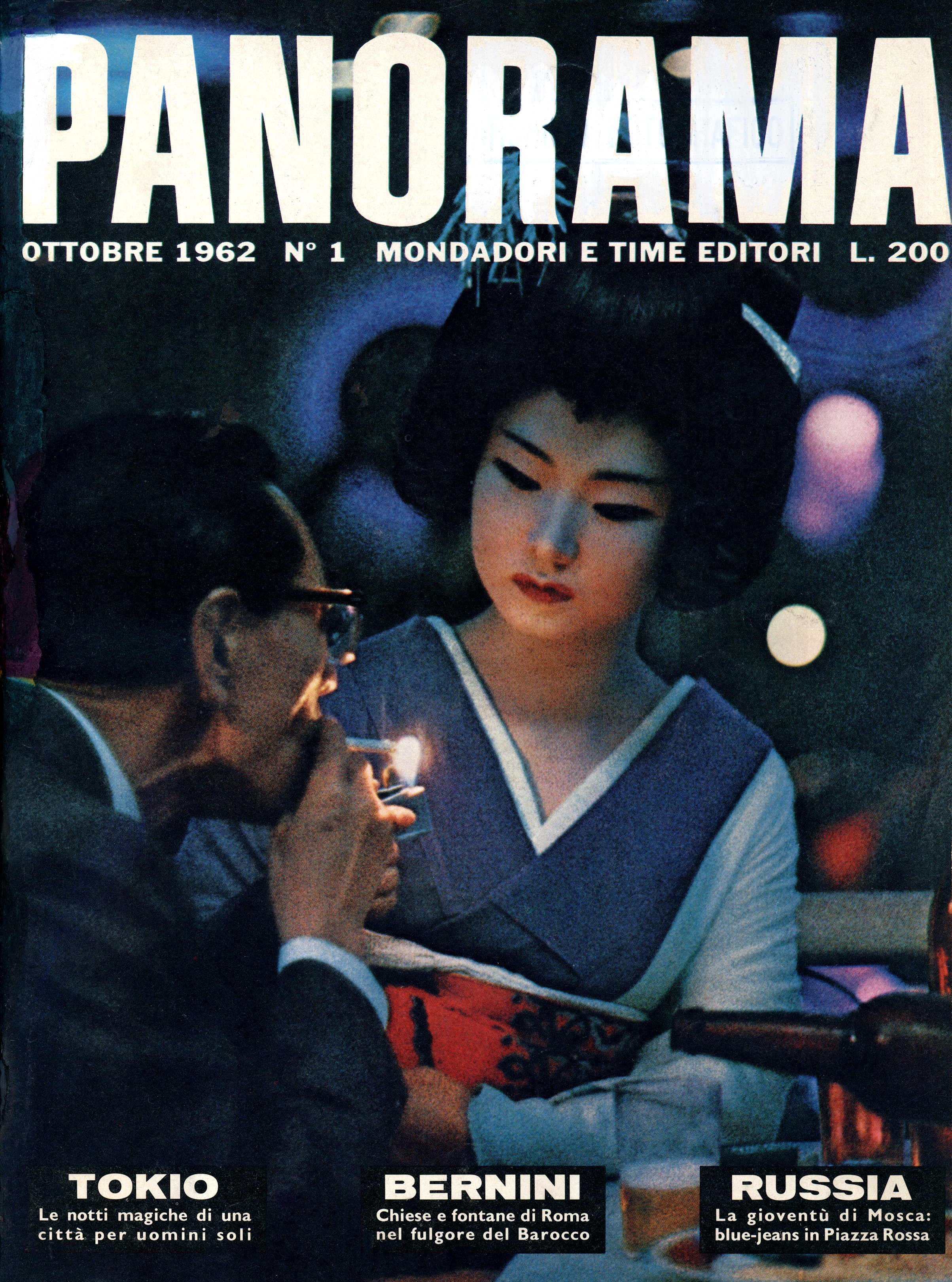
Panorama is the first newsmagazine published by Mondadori in Italy, in 1962.

Behandelt werden aktuelle Geschehnisse aus Politik, Gesellschaft und Wirtschaft. Die Zeitschrift wird in Italien als Quelle für gut recherchierte Hintergrundinformationen zu den wichtigsten nationalen und internationalen Ereignissen gehandelt.
Das Magazin ist mit seinen Artikeln im politischen Spektrum im Mitte-Rechtsbereich anzuordnen. Dies ist nicht verwunderlich, ist doch die Familie Berlusconi Eigentümer des Verlags Mondadori. Trotzdem hat Panorama in der Vergangenheit in seinem Wirtschaftsteil Artikel des The Economist veröffentlicht, die mitunter scharf die Politik Silvio Berlusconis kritisierten.

## Geschichte
Panorama wurde 1962 als Monatszeitschrift gegründet und am 18. Mai 1967 zu einem Wochenmagazin ausgebaut. Der Versuch des Verlags die Zeitschrift zum wichtigsten Newsmagazine (mit Anlehnung an die Aufmachung von Der Spiegel oder des französischen L’Express) auf nationaler Basis zu machen, stellte sich in Anbetracht der steigenden Leserzahlen als Erfolg heraus.
Die Direktion von Panorama liegt heute bei Maurizio Belpietro (in der Vergangenheit auch bei Giorgio Mulè).

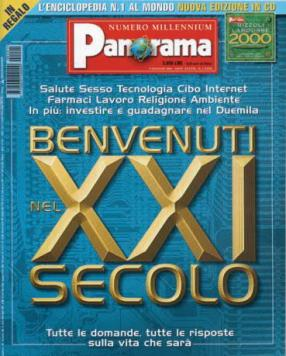
Panorama cover, Mondadori 2004.

## Rolle im Irakkrieg
2002 war es die Zeitschrift Panorama die maßgeblich an der Stimmungsmache für eine Invasion des Iraks unter Saddam Hussein beteiligt war. In der Ausgabe vom 12. September 2002 lautet eine Überschrift La guerra è cominciata (Der Krieg hat begonnen). In dem Artikel von Pino Buongiorno wurde behauptet, dass die Regierung des Iraks 500 Kilogramm waffenfähiges Uran aus der ehemaligen Sowjetunion bezogen hätte.
Im Oktober desselben Jahres wurden der Reporterin der Zeitschrift Elisabetta Burba von Rocco Martino die Yellowcake Dokumente verkauft. Diese Dokumente, die belegen sollten, dass der Irak im Niger versucht habe Uran zu kaufen, stellten sich als eine Fälschung heraus. Es war Elisabetta Burba, die die Dokumente an die Botschaft der USA in Rom weiterleitete.

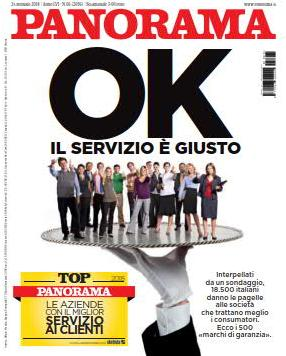
Panorama cover, Mondadori Jenuary 2018.

## Bekannte Mitarbeiter und Autoren
- Alessandra Borghese, Vatikan-Expertin